# Protovilla
Als Protovilla werden in der provinzialrömischen Archäologie römische Gutshöfe bezeichnet, die in Holzbauweise errichtet worden sind. Durch die Bauform unterscheiden sich diese Anlagen von den üblichen Villae rusticae, wobei das Hauptgebäude bei letzteren wenigstens teilweise (manchmal nur im Sockelbereich) in Steinbauweise ausgeführt worden sind. Geprägt wurde der Begriff von dem Archäologen Jan Slofstra. Der Name rührt daher, dass in einigen Fällen Protovillen als Vorläufer späterer Villenanlage nachgewiesen werden konnten. In Niedergermanien setzte der flächendeckende Ausbau von solchen Steinbauvillen wohl erst in flavischer Zeit ein. Ein solcher hölzerner Vorgängerbau sowie zwei frührömische Grubenhäuser fanden sich etwa bei einer Villa rustica in Jüchen-Neuholz. Manchmal, wie bei der Villenanlage Frimmersdorf 132, setzte sich diese Neuerung nicht durch, hier fand noch im 2. Jahrhundert ein Umbau in Holzbautechnik statt.